# 易白沙
易白沙（1886年—1921年），原名易坤，字越村，湖南长沙人，中国革命党人、学者。新文化运动中公开批判孔子的第一人。

## 生平
1886年出生於湖南长沙白沙井。1898年，12歲，讀私塾，接受傳統教育。早年也研究郑思肖《心史》，及黄宗羲、王船山、顾炎武等人的作品。因欣賞白沙先生陳獻章，改名白沙。
光绪二十九年(1903)应吴传绮之邀赴安徽，主持怀宁中学，继为师范学堂、旅皖湖南中学堂校长。在安徽期间，与章太炎、陈独秀等交往，力图把墨子“尚同”、“非攻”、“兼爱”等主张，与“自由、平等，博爱”結合。
宣统三年（1911年)，武昌起义后，安徽宣布独立。易白沙与著韩衍等人组织青年学生为青年军，韩任总监，他任大队军监。1913年“二次革命”期间，他往来奔走湘、皖之间，响应讨袁。讨袁失败后流亡日本，与章士钊创办《甲寅》杂志，并发表《广尚同》、《铁血之文明》、《教育与卫西琴》等文章。
1915年9月，《青年杂志》创刊(第二卷起改名《新青年》)，易白沙在该刊发表《述墨》、《孔子平议》、《战云中之青年》、《诸子无鬼论》等文章，宣传民主与科学。其《孔子平议》一文认为：“中国二千年尊孔之大秘密”，就在于“利用孔子为傀儡，垄断天下之思想，使失其自由”，並提出“真理以辨论而明，学术由竞争而进”，此文首次提出“罢黜百家，独尊儒术”一语。
1917年，在长沙县立师范学校、湖南省立第一师范学校任文史讲习。又在天津南開大學、上海复旦大学短暫任教。
1919年，返回長沙岳麓山僻处独居，编写《帝王春秋》。1921年2月，孙中山两次致函谓“弟甚欲得一能文者与共昕夕，以素所怀抱主义政策，见之文章，勒为条教，不审能助我否?”。4月末，只身赴北京徘徊新华门前伺機刺殺政府要人，但未能得手。于是南下广州，会晤孙中山。胡汉民、张继等劝说“宜文章報國，不必赴險”。同年端午节，乘小轮赴明儒陈献章故里新会陈村，蹈海自杀，遗体未获。

## 身后
《帝王春秋》在其逝世后出版，孙中山题写书名。
易白沙蹈海后毛泽东写挽联：“无用之人不死，有用之人愤死，我为民国前途哭；去年追悼杨公，今年追悼易公，其奈长沙后进何？”孙中山发表“表彰易白沙函”。章太炎赋诗《吊易白沙》。